# Sādhya (mitología)
En el marco de la mitología hindú, los sādhiás son un tipo de seres celestiales inferiores.
Su nombre significa ‘los que se deben propiciar [o sea, aquellos a quienes uno debe aplacar su enojo, para volverlos propicios]’. La raíz verbal sadh significa ‘terminar, completar, subyugar, dominar’.
Como sustantivo plural, son una clase de gaṇa-devatā (el grupo de los dioses, como clase), específicamente los jñāna-devas (dioses del conocimiento).
En el Rig vedá se nombran 11 sādhiás:
- Daṃśa
- Manas
- Mantṛi
- Nara (diferente del Nara que era el compañero de Nārāyaṇa-Vishnú
- Nārāyaṇa (diferente que el dios Nārāyaṇa-Vishnú)
- Naya
- Pāna
- Prabhu
- Prāṇa
- Vinirbhaya
- Vṛiṣa

En cambio según varios Puraṇás, el número de los sādhiás varía entre 12 o 17.
El mundo de los sādhiás está por encima de la esfera de los dioses.
En cambio el comentador Iaska cree que su ubicación es en Bhuvarloka o región intermedia, entre la Tierra y el Sol.

Se describe a los sādhiás como creados después de los dioses, con naturalezas exquisitamente refinadas.
Son hijos de los soma-sads
e hijos del Virāj (Dios como el universo entero).
Son hijos de la diosa menor Sādhyā (prácticamente desconocida).
En la mitología posterior fueron superados por los siddhas.